# 庄五郎 (江戸時代)
庄五郎（しょうごろう、生没年不詳）とは、江戸時代にいたとされる絵師。

## 来歴
宝永7年（1710年）刊行の『寛濶平家物語』巻四、「微塵も絵図に違ぬ女」に、「板行の浮世絵を見るにつけても、むかしの庄五郎が流を、吉田半兵衛まなびながら、一流つゞましやかに書出しければ、京大坂の草子は半兵衛一人にさだまりぬ」とあるが、この『寛濶平家物語』に吉田半兵衛がその絵に学んだとあること以外一切不明であり、作品も確認されていない。